# Nois jugant a soldats
Nois jugant a soldats és un cartró per a tapís de Francisco de Goya, emprès pel antedormitori dels Prínceps d'Astúries en el Palau del Pardo.
S'exhibeix actualment en el Museu del Prado. Es conserva un esbós preparatori per a aquest cartró, en la Col·lecció Yanduri de Sevilla.

## Anàlisi
Dos nens en peus porten fusells, mentre que un toca un tambor i l'últim sosté un campanar. La perspectiva baixa del quadre es reforça en situar-se els personatges sobre uns graons.

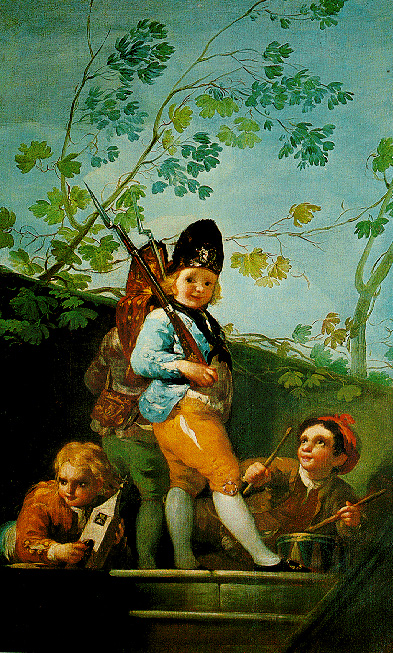
Esbós per al quadre, conservat en la col·lecció Yanduri de Sevilla.

La composició té un caràcter marcial, graciós i infantil. L'espectador pot admirar a un animat soldat en primer pla, la qual cosa constitueix un altíssim assoliment en la carrera artística de l'autor. Goya representa sovint a la infància en els seus diferents tipus socials, com a majos, aristòcrates i uns altres.
És possible que hagi estat penjat com sobreporta, dedicades totes a assumptes infantils com Nens del carretó, Nois agafant fruita o Nens inflant una bufeta. Té gamma cromàtica similar a la de El cacharrero, situats tots dos en la mateixa paret.
El color groguenc i azulado de l'obra provoca un caràcter més alegre, en relació als rostres dels nens. La pinzellada i la il·luminació converteixen a aquesta obra en un antecedent de l'impressionisme, com altres quadres de Goya.
Va ocasionar alguns problemes als tapissers, els qui van haver d'alterar el sentit de la composició per adequar-ho al gust imperant en l'època.